# Juan Tinoco
Juan Tinoco (Puebla de los Ángeles, c. 1641 - id., c. 1703) fue un destacado pintor novohispano.Muchas de sus obras poseen motivos religiosos y están inspiradas en grabados. Hay quienes sostienen que su estilo posee algunas semejanzas con el estilo tenebrista de Francisco de Zurbarán. Es conocido por su buena técnica de dibujo, su estilo sobrio y el uso que hace del color.

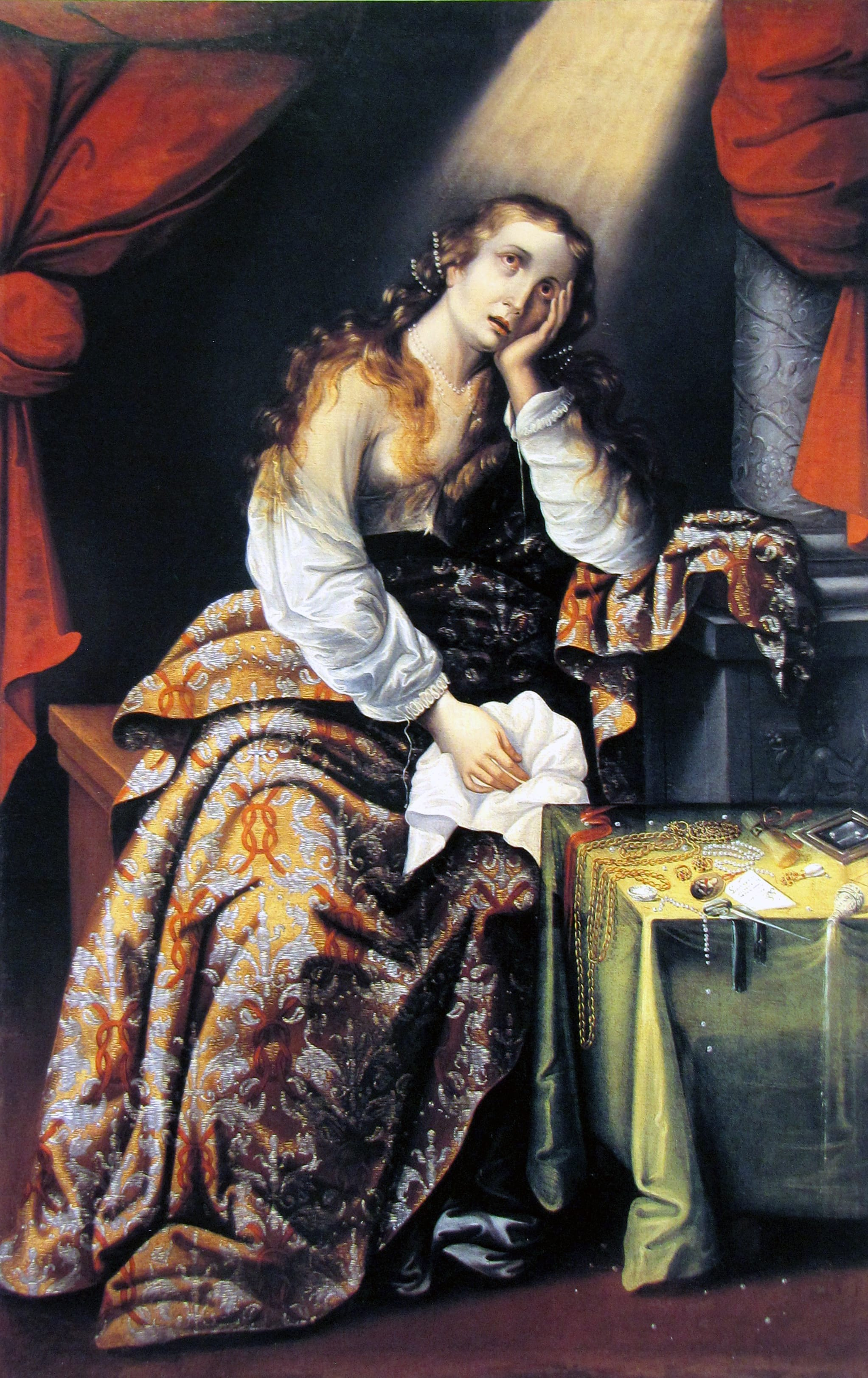
La conversión de María Magdalena, c. 1670-1685, Colección Banamex, Ciudad de México

## Obras
Entre sus principales obras se encuentran:
- Batalla bíblica (sin fecha), MUNAL, Ciudad de México
- La conversión de María Magdalena (c.1670-1685), Colección Banamex, Ciudad de México
- Bodas místicas de Santa Rosa de Lima (1680), Catedral de Puebla
- Martirio de Santa Úrsula y las once mil vírgenes (c.1650), Catedral de Puebla
- Santiago Matamoros y San Fernando Rey (sin fecha), Catedral de Puebla
- Santa Rosalía (1683), Templo Conventual de la Soledad, Puebla
- Apostolado (1700) [Conjunto de pinturas que incluye a los doce apóstoles,  El Salvador del Mundo, la Virgen María, y a San Pablo], Museo Universitario BUAP - Casa de los Muñecos, Puebla